# Eberbach
Eberbach é uma cidade da Alemanha localizada no distrito de Rhein-Neckar-Kreis, região administrativa de Karlsruhe, estado da Baden-Württemberg.